# SS Leonzio 1909
El SS Leonzio 1909 es un club de fútbol de Italia, con sede en Lentini, en Sicilia. Fue fundado en 1909 y refundado en varias ocasiones. Compite en la Eccellenza Sicilia, quinta categoría del fútbol italiano.

## Historia
Fue fundado en el año 1909 en la ciudad de Lentini con el nombre SC Leonzio por un grupo de estudiantes del Instituto Comercial y Técnico de Augusta y participó en los torneos regionales y juveniles hasta que consiguió el ascenso a la Serie C en la temporada de 1945/46, pero posteriormente perdió la categoría por las deudas económicas.
El club pasó por las divisiones regionales y en algunas ocasiones en la Serie D hasta que en 1988 se fusiona con el SSA Catania y nace el SSA Leonzio,  donde llegó a jugar en la Serie C2 hasta que en la temporada 1993/94 logra el ascenso a la Serie C1,  pero en esa temporada se decide mudar al club a la ciudad de Catania y la fusión fue desmantelada, con lo que el club original es refundado como SS Leonzio 1909 en la liga regional.
En el verano de 2003 el club se fusiona con el AC Lentini luego de temporada irregulares de ambos equipos y nace el ASC Leonzio 1909 como un equipo nuevo en la Serie D para la temporada 2003/04, pero dos años después el club es relegado a la Eccellenza por problemas financieros. En la temporada 2009/10 el club cambia su nombre por el de ASD Leonzio y para 2012 cambia su nombre por el de ASDA Leonzio como equipo de la Terza Categoria.
Un año más tarde el club es refundado con su nombre actual y en la temporada 2016/17 gana su grupo de la Serie D y consigue el ascenso a la Serie C para la temporada 2017/18.

## Palmarés

### Torneos interregionales
- Serie D (1): 2016-17 (Grupo I)

### Torneos regionales
- Promozione Sicilia (2): 2010-11 (Grupo D), 2014-15 (Grupo D)
- Prima Categoria Sicilia (1): 1968-69 (Grupo B)
- Prima Divisione Sicilia (1): 1952-53
- Coppa della Regione (1): 1952-53
- Copa Italia de Aficionados Sicilia (1): 1998-99